# Albert Forns i Canal
Albert Forns i Canal (Granollers, 8 d'abril de 1982) és un periodista, escriptor i poeta català. Especialitzat en periodisme digital, ha treballat en institucions culturals com el CCCB.
Destaca per haver guanyat el Premi Documenta de narrativa amb la seva primera novel·la, Albert Serra (la novel·la no el cineasta), en què l'autor reflexiona sobre alguns aspectes de l'art contemporani barrejant ficció, periodisme i assaig, i on apareixen també altres artistes catalans destacats com Barceló o Dalí, i escriptors com Enrique Vila-Matas. La tardor de 2013 va rebre una beca de l'Institut Ramon Llull per anar a una residència d'escriptors del nord de l'Estat de Nova York que forma part del centre d'arts internacional OMI, per preparar la seva segona novel·la, Jambalaia, primer premi Anagrama de novel·la en català, que fou publicada el 2016. El llibre explora la relació entre la vida de l'escriptor i la literatura, fent una recerca sobre els mecanismes de l'autoficció. El 2020 va guanyar el Premi Sant Joan de narrativa amb la novel·la Abans de les cinc som a casa..

## Obres publicades
- 2007 - Busco L que em gemini (poemari)[8]
- 2013 - Ultracolors (poemari)
- 2013 - Albert Serra (la novel·la, no el cineasta) (novel·la)[9]
- 2016 - Jambalaia (Anagrama)[10]
- 2020 - Abans de les cinc som a casa (novel·la, Edicions 62 agost 2020)[11]
- 2023 - El cel ens va caure al damunt, Granollers (Edicions 62)

## Premis i reconeixements
- 2006 - Nostra Senyora del Carme de Poesia del Vallès Oriental
- 2009 - Pere Badia de poesia de Torredembarra
- 2012 - Premi Documenta de narrativa per Albert Serra (la novel·la, no el cineasta)[12]
- 2016 - Premi Anagrama de novel·la en català per Jambalaia[13]
- 2020 - Premi BBVA Sant Joan de narrativa per Abans de les cinc som a casa[11]